# NGC 5276
NGC 5276 este o radiogalaxie situată în constelația Câinii de Vânătoare. A fost descoperită în 27 martie 1856 de către William Parsons, 3rd Earl of Rosse⁠(d).